# Öffentliche Bedürfnisanstalt am Bavariaring

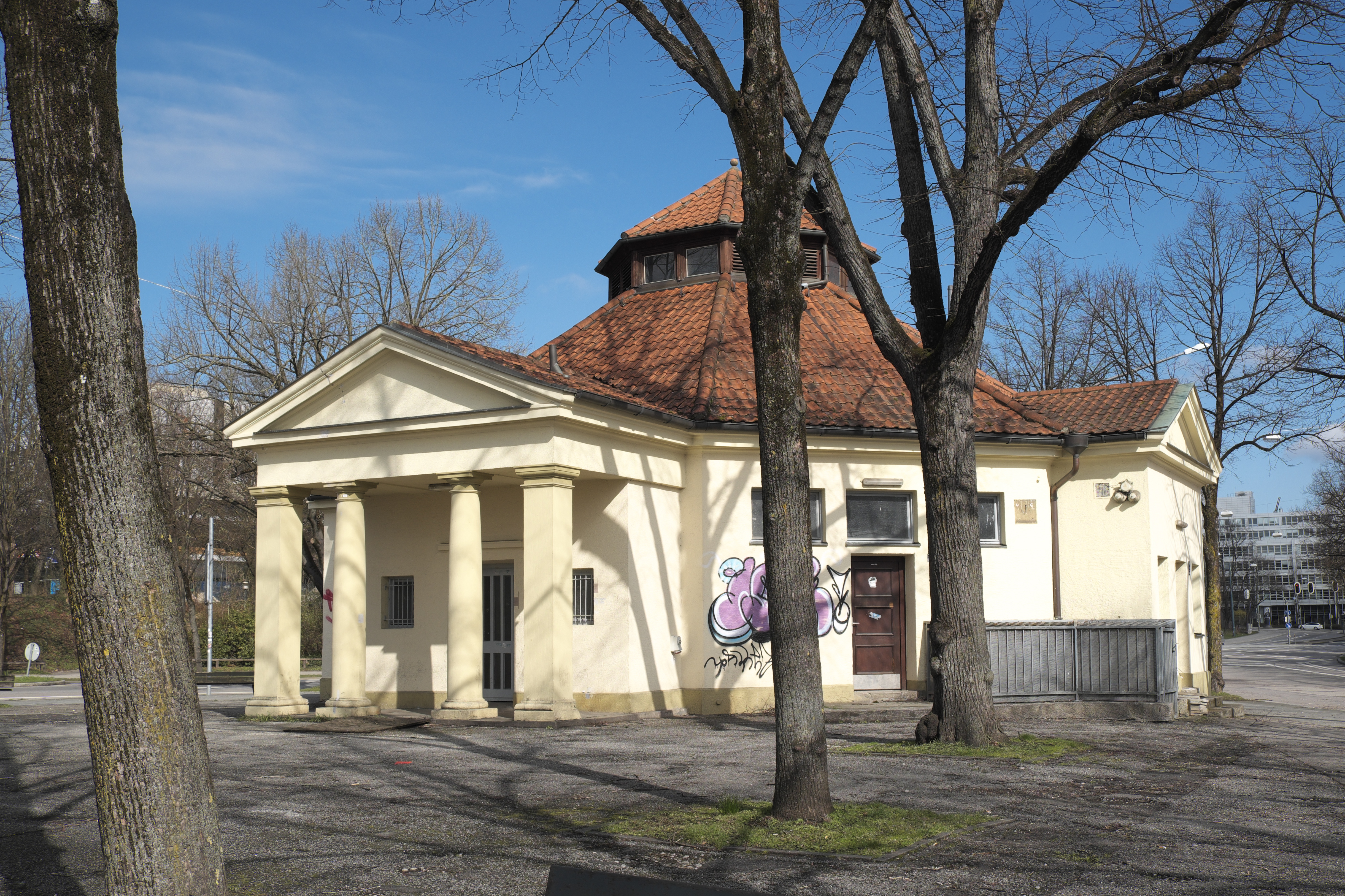
Ehemalige öffentliche Bedürfnisanstalt am Bavariaring, heute Restaurant

Die Öffentliche Bedürfnisanstalt am Bavariaring ist ein als Baudenkmal geschütztes Gebäude im Münchener Stadtteil Ludwigsvorstadt. Der Bau wurde 1894 am nördlichen Rand der Theresienwiese nach Plänen des Münchner Architekten und Bauamtmanns Hans Grässel errichtet.

## Geschichte
Ursprünglich diente der Bau als Volksbrausebad. Den Bewohnern der im Zuge der Industrialisierung schnell wachsenden Arbeiterviertel auf der Theresienhöhe, deren Wohnungen selten Badezimmer aufwiesen, wollte der Magistrat der Stadt München so die Möglichkeit zu regelmäßiger Körperpflege bieten.
Wegen der Nähe zu den Häusern in der vornehmen Ludwigsvorstadt entschied sich Grässel insbesondere bei der Gestaltung der Fassade für eine aufwändige Staffage. Über einem achteckigen Grundriss schuf er, dem historisierenden Zeitgeschmack folgend, einen klar gegliederten, und wesentlich vom Palladianismus beeinflussten Bau. Dem oktogonalen Hauptbau setzte er an der Stirnseite einen mächtigen Portikus vor. Den Innenraum gestaltete Grässel dagegen äußerst funktional. Um eine Heizanlage in der Mitte des Gebäudes ordnete er im Kreis die einzelnen Duschzellen an.
Nachdem das Brausebad aufgelöst worden war, entschied sich die Stadtverwaltung für eine Weiternutzung der sanitären Anlagen und funktionierte den Bau in eine öffentliche Bedürfnisanstalt um. Zeitweise wurde das Gebäude auch als Trambahnschaffnerhäuschen genutzt. Im Jahr 2018 erfolgten Baumaßnahmen, um das Gebäude zu sanieren und es in eine Gaststätte umzubauen. Im Dezember 2018 wurde die Gaststätte Das Bad eröffnet.
Am 26. September 1980 fielen südlich des Gebäudes am Haupteingang des Oktoberfestes  auf der gegenüberliegenden Straßenseite des Bavariarings 13 Menschen einem Sprengstoffanschlag zum Opfer.
Das Gebäude befindet sich auf einer großen Verkehrsinsel. Ihre Adresse ist Bavariaring 5.

## Denkmalschutz
Das ehemalige Brausebad steht unter Denkmalschutz und ist unter dem Aktenzeichen D-1-62-000-617 in der Denkmalliste des Bayerischen Landesamtes für Denkmalpflege erfasst.